# Gornhausen
Gornhausen es un municipio situado en el distrito de Bernkastel-Wittlich, en el estado federado de Renania-Palatinado (Alemania). Tiene una población estimada, a mediados de 2023, de 208 habitantes.
Está integrado a la mancomunidad de municipios de Bernkastel-Kues.